# Mecanismo Único de Supervisión

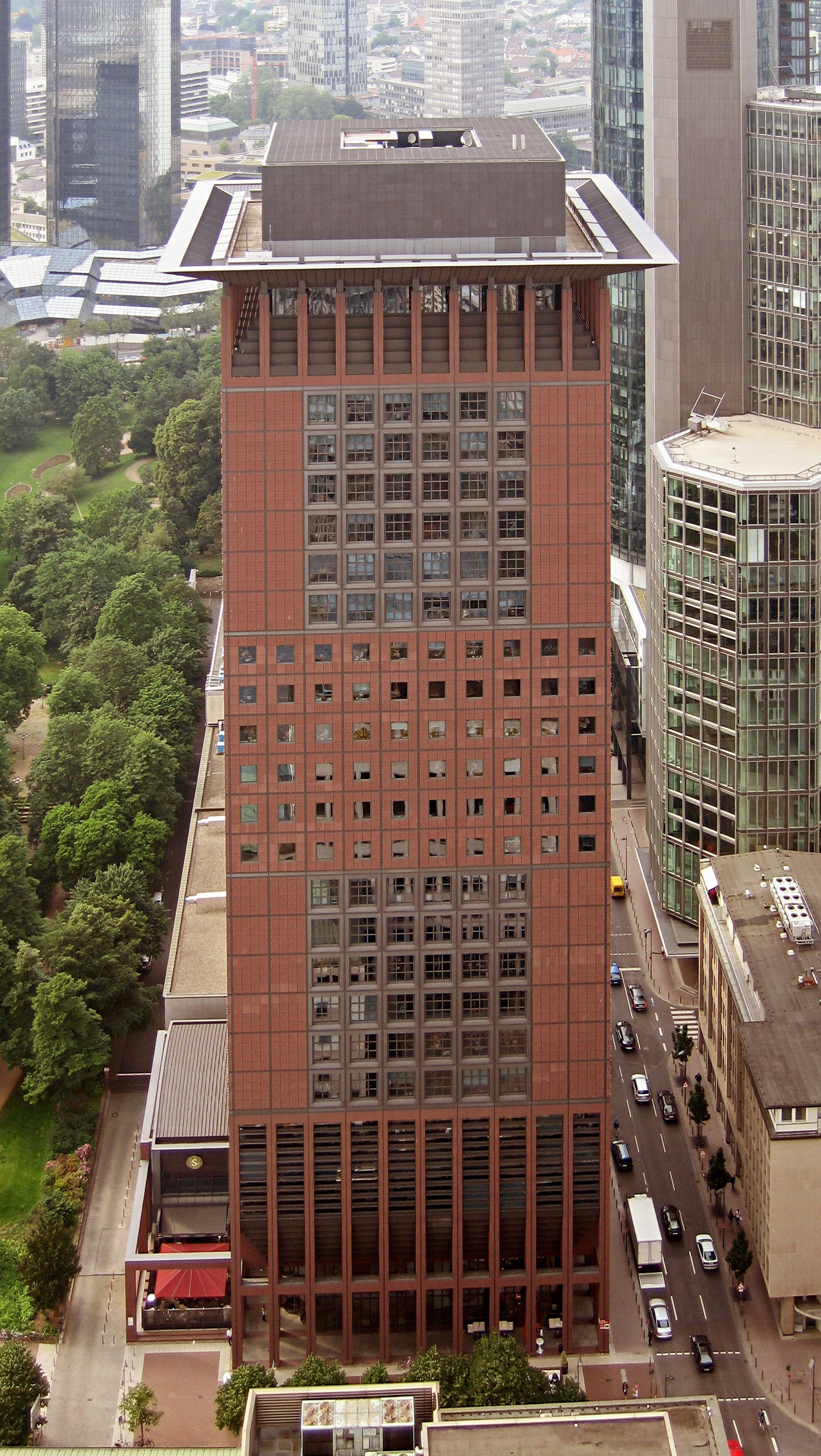
Sede inicial del MUS, el Japan Center en Frankfurt

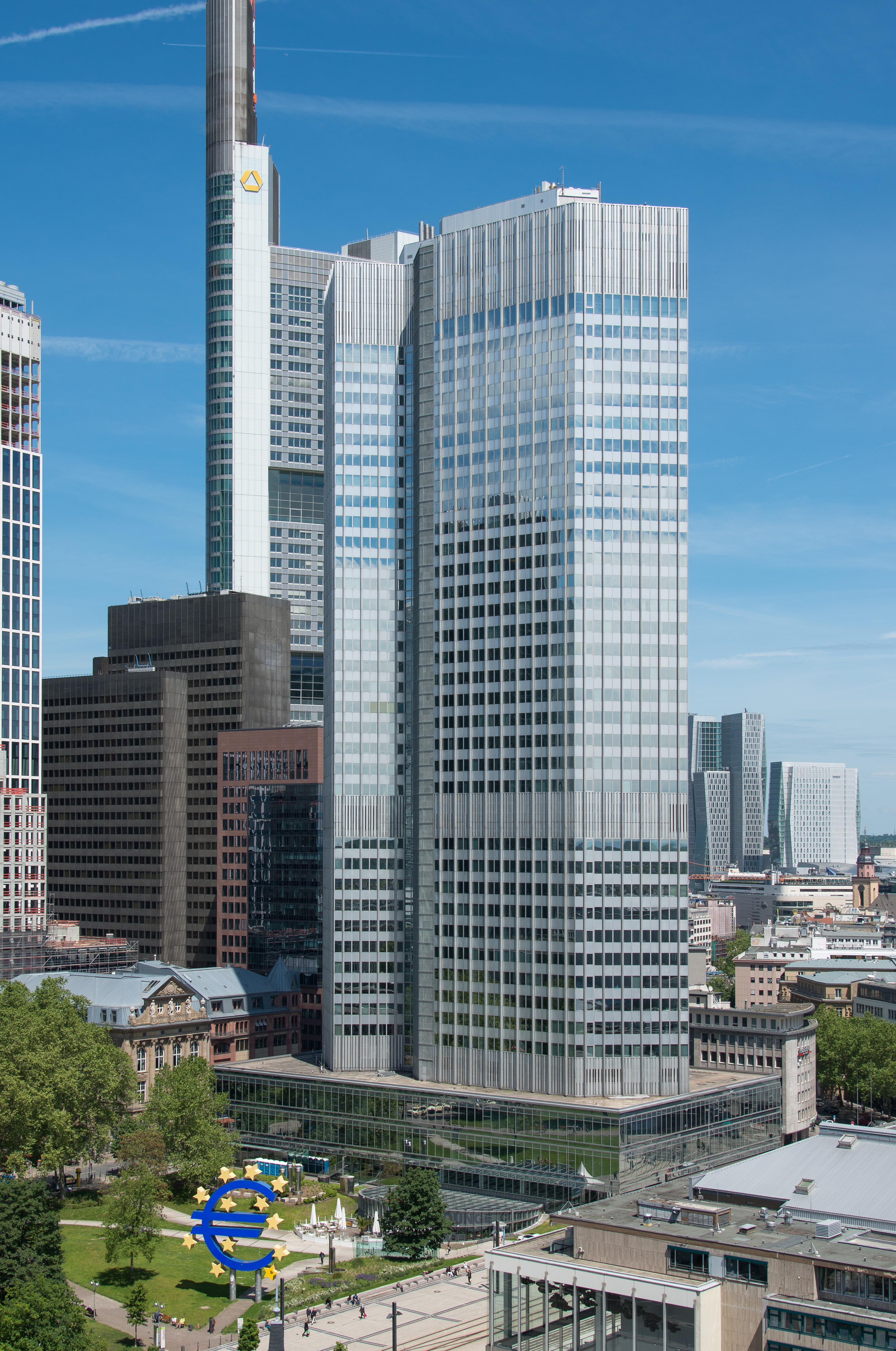
Sede actual del MUS, la Eurotorre en Frankfurt

El Mecanismo Único de Supervisión (MUS) es el nombre del mecanismo por el cual se confiere al Banco Central Europeo (BCE) la función de supervisión de la estabilidad financiera de los bancos establecidos en los Estados miembros, desde el 4 de noviembre de 2014.
Los países de la zona del euro participan automáticamente en la supervisión bancaria europea.
También pueden participar otros países de la UE que aún no han adoptado el euro. Para ello sus supervisores nacionales establecen una «cooperación estrecha» con el BCE. Bulgaria se incorporó a la supervisión bancaria europea estableciendo una cooperación de este tipo en octubre de 2020.
El BCE y los supervisores nacionales de los países de la UE que no participan en la supervisión bancaria europea pueden establecer en un memorándum de entendimiento sus modalidades de cooperación en materia de supervisión.
El MUS es el primer pilar establecido para conformar la Unión bancaria europea y operará conjuntamente con el Mecanismo Único de Resolución.

## Génesis
El Mecanismo Único de Supervisión fue concebido dentro de la zona euro como una tendencia hacia la unión bancaria en una cumbre de los jefes de Estado y de gobierno de la zona euro, que tuvo lugar en Bruselas durante el 28 y 29 de junio de 2012. De conformidad con las decisiones tomadas, la Comisión Europea desarrolló su propuesta para un Reglamento del Consejo estableciendo el MUS durante el verano de 2012 y finalmente fue publicado el 12 de septiembre de 2012.
El BCE dio la bienvenida a la propuesta, pero la canciller alemana Angela Merkel puso en duda «la capacidad del BCE de monitorizar 6.000 bancos». El vicepresidente de la Comisión Europea, Olli Rehn, contestó que la mayoría de bancos europeos seguirían siendo supervisados por las autoridades nacionales, mientras que «el BCE asumiría la responsabilidad última sobre la supervisión, con el fin de prevenir futuras crisis bancarias».
Algunos economistas permanecían escépticos, apuntando que la composición de la junta directiva del MUS fuera un problema. La Comisión propuso una junta directiva de 23 miembros, con 17 representantes de bancos centrales de los Estados miembros más un presidente, un vicepresidente y cuatro consejeros. Por tanto, la gran mayoría de la junta directiva del MUS consistiría de supervisores nacionales, los cuales «no estarán muy de acuerdo con las interferencias del BCE en el día a día de sus actividades supervisoras».
El Parlamento Europeo y el Consejo acordaron los pormenores de la supervisión de los bancos de la eurozona por el BCE el 19 de marzo de 2013. El Parlamento votó en favor de los Reglamentos del MUS el 12 de septiembre de 2013, y el Consejo de la Unión Europea dio su aprobación el 15 de octubre de 2013.
El Reglamento del MUS fijó el 4 de noviembre de 2014 como la fecha en la que el BCE iba a comenzar su rol como supervisor. Dentro de la eurozona, la normativa le atribuye al BCE responsabilidad directa de 122 entidades financieras que suponen el 82% de los activos bancarios de la zona euro.

## Funcionamiento
El MUS opera como un sistema de supervisión bancaria común formado por el BCE y las autoridades nacionales competentes de los países de la Unión Europea (UE) participantes. El BCE está dotado de la autoridad supervisora final mientras que los supervisores nacionales (también denominados autoridades nacionales competentes o ANC) tienen un papel de apoyo.

### División de tareas entre el BCE y las ANC
El MUS es responsable de la supervisión de aproximadamente 4 700 entidades en los Estados miembros participantes. Para garantizar una supervisión eficiente, las respectivas funciones y responsabilidades del BCE y de las ANC en materia de supervisión se asignan con arreglo al carácter significativo de las entidades supervisadas. Los bancos clasificados como significativos serán directamente supervisados por el BCE y los menos significativos por las ANC, aunque el BCE puede pedir para sí la supervisión directa de cualquier banco. 
Para determinar si una entidad de crédito es significativa, el MUS lleva a cabo una revisión periódica: se examinan todas las entidades de crédito autorizadas dentro de los Estados miembros participantes, a fin de determinar si cumplen los criterios para ser consideradas significativas. Una entidad de crédito se considerará significativa si cumple alguna de las siguientes condiciones:
- El valor total de sus activos supera 30 mil millones de euros o ―a menos que el valor total de sus activos sea inferior a 5 mil mm de euros― supera el 20 % del PIB nacional.
- Es una de las tres entidades de crédito más significativas establecidas en un Estado miembro.
- Es perceptora de asistencia directa del MEDE o del FEEF.
- El valor total de sus activos supera los 5 millones de euros y la ratio entre sus activos/pasivos transfronterizos en más de uno de los restantes Estados miembros participantes y sus activos/pasivos totales supera el 20 %.

El BCE supervisa directamente, con ayuda de las ANC, a todas las entidades clasificadas como significativas, unos 120 grupos que incluyen aproximadamente a 1 200 entidades supervisadas y suponen el 82% de los activos bancarios totales.

### Organización del BCE
Los órganos rectores del BCE son el Consejo de Gobierno, Comité Ejecutivo, Consejo General y el Consejo de Supervisión. Este último se reúne dos veces al mes para debatir, planificar y ejecutar las tareas de supervisión del BCE. Asimismo, propone al Consejo de Gobierno proyectos de decisiones de acuerdo con el procedimiento de no objeción. Se compone de: un presidente (nombrado para un mandato de cinco años no renovable), un vicepresidente (elegido de entre los miembros del Comité Ejecutivo del BCE), cuatro representantes del BCE y representantes de los supervisores nacionales. Si la autoridad nacional supervisora designada por un Estado miembro no es un banco central nacional (BCN), el representante de la autoridad competente podrá estar acompañado por un representante de su BCN. En tal caso, los representantes se considerarán un solo miembro a efectos del procedimiento de voto.
Tras la elaboración de un proyecto de decisión, la decisión formal es emitida por el Comité Director. El Comité Director tiene como misiones servir de apoyo al Consejo de Supervisión y se encarga de preparar sus reuniones. Se compone de: el presidente del Consejo de Supervisión, el vicepresidente del Consejo de Supervisión, un representante del BCE y cinco representantes de los supervisores nacionales. Los cinco representantes de los supervisores nacionales son nombrados por el Consejo de Supervisión para un mandato de un año de acuerdo con un sistema de rotación que asegura una representación equitativa de los países.
Se prevé una separación administrativa estricta entre las tareas de política monetaria y de supervisión del BCE. La toma de decisiones final sobre ambos asuntos, sin embargo, se lleva a cabo en el mismo órgano (el Consejo de Gobierno).

### Participantes
Todos los países que pertenezcan a la eurozona participarán automáticamente en el MUS, por tanto no todos los Estados miembros de la Unión Europea pertenecen al MUS, es decir, aquellos que no hayan adoptado el euro no pertenecen al MUS. Actualmente, el número de participantes del MUS es 19, equivalente a los miembros de la eurozona. El último país incorporado a la eurozona fue Lituania el 1 de enero de 2015.
Dado que los tratados de la UE únicamente le otorgan al BCE jurisdicción sobre los Estados de la eurozona, legalmente no puede llevar a cabo medidas en países fuera de ella. Esto, en principio, implicaría que el BCE no llevara a cabo su papel supervisor en dichos Estados. Bajo los Tratados europeos, los países no pertenecientes a la eurozona no tienen derecho a votar en el Consejo de Gobierno del BCE y a cambio no se ven vinculados por las decisiones del BCE. Los Estados fuera de la zona euro no pueden ser miembros de pleno derecho del MUS en el sentido de tener los mismos derechos y obligaciones que los miembros de la eurozona y del MUS.
Sin embargo, otros países de la UE cuya moneda aún no sea el euro pueden decidir participar. Para ello, sus supervisores nacionales pueden establecer un acuerdo de «cooperación estrecha» con el BCE. En el caso de los países de la UE que no participan en el MUS, el BCE y los supervisores nacionales correspondientes establecerán su forma de cooperación mediante un memorándum de entendimiento. Los bancos de ese país pasan a ser supervisados por el BCE y el país obtiene un puesto en el Consejo de Supervisión del BCE. Ello a condición de que las ANC posean los mecanismos necesarios para poner en marcha las medidas vinculantes del BCE. 
El procedimiento para aquellos Estados miembros cuya moneda aún no sea el euro puedan unirse al MUS a través de un acuerdo de «cooperación estrecha» ha sido desarrollado por la Decisión BCE/2014/510 de 31 de enero de 2014 (entrada en vigor el 27 de febrero de 2014), por la cual se regula los plazos y contenido de las peticiones y como el BCE debe evaluar las mismas y las ventajas de admitir a nuevos miembros. El Reglamento 1024/2013 regula aquellos casos en los que el acuerdo de cooperación estrecha puede ser terminada, bien por el BCE o a petición del Estado miembro (siempre que hayan transcurrido tres años desde la publicación en el DOUE de la decisión adoptada por el BCE para el establecimiento de dicha cooperación).
Hasta el 2 de noviembre de 2015, no ha habido peticiones oficiales de establecer un acuerdo de «cooperación estrecha». No obstante, el BCE ha recibido muestras de interés de carácter informal de algunos Estados miembros de fuera de la eurozona, con los que ha organizado reuniones bilaterales para estudiar el posible establecimiento de una cooperación estrecha.

### Herramientas de supervisión
El BCE tendrá competencias exclusivas para ejercer, con fines de supervisión prudencial, entre otras tareas, llevar a cabo revisiones supervisoras que incluyan, si procede en coordinación con la ABE, la realización de pruebas de resistencia y la posible publicación de sus resultados. Si se encontraran problemas, el BCE tendría la potestad actuar en la situación de intervención temprana en la entidad con tal de que subsane su situación, como por ejemplo imponiendo límites al capital o los riesgos o establecimiendo cambios en la estructura de la gobernanza. Sin embargo, si un banco fuera inviable o en una situación cercana, la responsabilida de su resolución recaería en el Mecanismo Único de Resolución (entidades significativas).

### Límites del MUS
El primer límite al ámbito del MUS es geográfico, únicamente cubrirá una parte de los Estados miembros de la UE. Ello contribuirá a lo que se conoce como la Europa de las dos velocidades. El segundo límite es el hecho de que el MUS sólo se encarga de la supervisión de bancos (entidades de crédito). La supervisión del resto del sector financiero (como el sector asegurador) sigue siendo competencia nacional. Asimismo, algunos aspectos de la supervisión bancaria (como la conducta de mercado, reclamaciones o protección al consumidor) siguen recayendo en la autoridad nacional.